# Hymenophyllum batuense
Hymenophyllum batuense är en hinnbräkenväxtart som beskrevs av Eduard Rosenstock. Hymenophyllum batuense ingår i släktet Hymenophyllum och familjen Hymenophyllaceae. Inga underarter finns listade.